# Alanna Kennedy
Alanna Stephanie Kennedy (Campbelltown, 21 de janeiro de 1995) é uma futebolista profissional australiana que atua como meia.

## Carreira
Alanna Kennedy fez parte do elenco da Seleção Australiana de Futebol Feminino, nas Olimpíadas de 2016. 